# Ratpenat de trompa
El ratpenat de trompa (Rhynchonycteris naso) és una espècie de ratpenat de la família dels embal·lonúrids. S'ha trobat ocasionalment aquesta petita espècie sent presa de l'aranya Argiope savignyi.

## Descripció
Tenen una longitud que oscil·la entre 56,5 i 59,2 mm, amb una longitud de l'avantbraç que varia entre 35 i 41 mm. El seu pelatge és suau i dens, i té un color gris marronós amb dues ratlles blanques a l'esquena i la cua. La superfície ventral té una coloració més clara. Les ales estan folrades dorsalment i tenen un musell allargat. Destaca la longitud del calcani què és més llarga que la de la tíbia.
Un fet significatiu és què es va trobar una femella prenyada que pesava 6 grams, gairebé el doble del seu pes corporal normal.
Aquesta espècie de ratpenat no tenen modulació de la freqüència del seu sonar.

## Distribució i hàbitat
Viuen en selves tropicals estables i no estacionals des del sud de Mèxic, arreu de Centreamèrica, fins a la meitat nord de Sud-amèrica. Sovint se'ls pot trobar a pastures o pantans, sempre prop de l'aigua.

## Comportament
Els harems estables estan formats per un mascle dominant, diverses femelles i els seus descendents, i alguns subadults de tots dos sexes. S'han trobat colònies de fins a 45 individus, on les femelles reproductores i no reproductores es mantenen separades. Els membres d'aquesta espècie viuen prop d'aigües de curs lent, generalment a l'escorça o les arrels dels arbres, sota els ponts o sota piles de fulles seques arrissades. La neteja és un procediment que realitzen de manera comunitària.
Els mascles defensen el territori on s'alimenten ubicant les femelles prenyades a l'interior i els mascles joves i les femelles no prenyades a l'exterior.

## Reproducció
No existeix una temporada específica de cria. Els harems es formen de manera estable durant un any. Les femelles d'aquesta espècie donen a llum una sola cria. Els progenitors se separen després del deslletament de la cria, fet que té lloc entre el 2n i 4t mes de vida del nounat.

## Dieta
Aquesta espècie de ratpenat s'alimenta exclusivament d'insectes, els quals sol caçar sobre l'aigua aprofitant la foscor de la nit.

## Presa
Són presa de falcons i martinets.